# I. Msztyiszláv novgorodi fejedelem
I. Msztyiszláv Izjaszlavics (oroszul Мстислав Изяславич; ? – 1069) novgorodi (1054-1067) és polocki (1069) fejedelem.

## Élete
Bölcs Jaroszláv 1054-es halálakor Izjaszláv novgorodi fejedelem lett a kijevi nagyfejedelem, Novgorod vezetőjévé pedig fiát, Msztyiszlavot tette meg.  
1065-ben Vszeszlav Brjacsiszlavics polocki herceg (akinek mellékneve Látnok vagy Varázsló volt) hadat küldött a novgorodi fennhatóság alatt lévő Pszkov ellen, amit ostrom alatt tartott, de bevenni nem tudta. 1067-ben a Cserjoha folyónál legyőzte Msztyiszláv seregét, elfoglalta Novgorodot és a harcokban a város fele a lángok martalékává vált. Vszeszláv túszokat szedett és elvitte a Szófia-székesegyház harangját, valamint a novgorodi templomokból ikonokat és más kincseket zsákmányolt, melyekkel az általa épített polocki Szófia-székesegyházat kívánta felszerelni. Msztyiszláv Kijevbe menekült az apjához. Ezután a kijevi, csernyigovi és perejaszlavli fejedelmek együttesen legyőzték Vszeszlavot és Kijevben fiaival együtt bebörtönözték.
1068-ban Kijevben felkelés tört ki, Izjaszláv és Msztyiszláv kénytelen volt Lengyelországba menekülni. A lázadók kiszabadították és a trónra ültették Vszeszlávot. 1069-ben azonban Izjaszláv nagy sereggel visszatért és fiát küldte előre a városban rendet tenni. Msztyiszláv megbüntette a felkelés szervezőit, sokakat kivégeztetett vagy megvakíttatott. Apja ezután őt helyezte a Vszeszláv elmenekülésével megüresedő polocki fejedelmi székbe, ám néhány hónappal később meghalt. 
Msztyiszláv feleségének neve nem ismert, egy fiáról adnak hírt a krónikák:
- Rosztyiszláv († 1093. október 1), Breszt fejedelme

## Fordítás
- Ez a szócikk részben vagy egészben  a(z)   Мстислав Изяславич (князь новгородский) című orosz Wikipédia-szócikk ezen változatának fordításán alapul.  Az eredeti cikk szerkesztőit annak laptörténete sorolja fel. Ez a jelzés csupán a megfogalmazás eredetét és a szerzői jogokat jelzi, nem szolgál a cikkben szereplő információk forrásmegjelöléseként.